# Baby Blue
Baby Blue es el cuarto álbum de estudio de la cantante y actriz mexicana Anahí. Lanzado el 17 de julio de 2000 en México y el 26 de agosto de 2000 en los Estados Unidos, fue lanzado bajo su nueva casa disquera, Fonovisa. 
Baby Blue fue producido por Estéfano, quien en ese tiempo también hizo temas famosos de Paulina Rubio. En el álbum la cantante cuenta con una nueva imagen, además de un estilo vocal más maduro, el cual permite ver su crecimiento musical.
El álbum incluye principalmente géneros tales como el pop latino y pop, combinando estilos melódicos y armoniosos.
Como parte de la promoción del álbum, a partir de mayo de 2000 se lanzaron cuatro sencillos. El primero fue «Primer amor» lanzado en mayo de 2000, fue utilizada en la telenovela que la cantante protagonizó, Primer amor, y el 8 de mayo de 2001 se lanzó la versión remix del sencillo, incluida en la banda sonora Primer amor a 1000 x hora. El segundo sencillo es la canción «Superenamorándome» lanzada en septiembre de 2000. En enero de 2001 se lanza «Desesperadamente sola», tercer sencillo del álbum, el mismo mes se lanza el sencillo promocional «Tu amor cayó del cielo», exclusivamente para Disney Channel. El disco fue certificado oro por AMPROFON y Fonovisa por la venta de 75 mil copias en México.

## Antecedentes y lanzamiento
El álbum fue producido en su mayoría por Estéfano, quien ha trabajado con artistas como Thalía, Paulina Rubio, Chayanne, Shakira, Jenny Rivera y más. Las canciones incluidas en el disco fueron compuesta por el mismo Estéfano junto a Eduardo Paz y Jerónimo. Con este material se puede ver un gran cambio musical en la cantante así como también en su imagen. El disco contiene 10 temas y como bonus track los videos de los temas: «Primer amor» y «Superenamorandome», además de una tarjeta que te da la oportunidad de pertenecer al Club Baby Blue. Fue lanzado el 17 de julio de 2000 en México, a través de casete y CD, y el 26 de agosto de 2000 en Estados Unidos, a través de descarga digital y casete, se lanza la reedición del mismo bajo el mismo nombre. El 6 de septiembre de 2000 se realizó la presentación del álbum en México.

### Portadas
Las fotografías del álbum fueron tomadas por Adolfo Pérez Butrón. En la portada del álbum se puede ver a Anahí con el pelo semi-recogido, un maquillaje natural, vistiendo un pantalón color negro y una remera que deja ver su ombligo, color azul. La cantante sostiene unas cortinas transparentes color azul mientras mira fijamente a la cámara.
En las portadas de los sencillos se utilizó las fotos de la sesión de fotografías del disco, en la del sencillo «Primer Amor», Anahí mira a la cámara con la cara de costado, los brazos cruzados, utilizando el cabello suelto y una remera color azul. En la portada del sencillo «Superenamorándome» se utilizó una fotografía en la cual se ve sola la cara de la cantante, mientras tiene una mano apoyada en su frente, se puede ver a Anahí sonriendo con un maquillaje delicado y el cabello suelto. La fotografía utilizada en los sencillos «Desesperadamente sola» y «Tu amor cayó del cielo» es la misma que se utilizó en la portada de sus discos Antología y Una rebelde en solitario, la diferencia se encuentra en la letra utilizada en el logo de los sencillos.

## Promoción

### Interpretaciones en vivo
Anahí comenzó la promoción del disco con interpretaciones en directo de los sencillos y canciones incluidas en el disco, en el año 2000 presenta su sencillo «Primer amor» y el tema «Es el amor» en el programa mexicano Otro rollo. En septiembre de 2000, Anahí interpreta su segundo sencillo «Superenamorándome» en el programa estadounidense "Show de Cristina". En diciembre de 2000, interpreta el tema «Es el amor» en el Programa Hoy conducido por Laura Flores. En marzo de 2001 interpreta el tema «Superenamorándome» y «Tu amor cayó del cielo» en el programa mexicano "Aquí entre Dos" conducido por Andrea Legarreta y Martha Carrillo. En marzo de 2001 interpreta «Desesperadamente sola» y «Superenamorándome» en el programa "El Espacio de Tatiana". En marzo de 2001 interpreta la versión remix del sencillo «Primer amor» en el Programa Hoy. En abril de 2001 interpreta «Primer Amor» en el Programa Hoy conducido por Ernesto Laguardia y Andrea Legarreta. El 14 de julio de 2001 se presenta en el concierto en el Parque de Diversiones Six Flags. En 2002 Anahí realiza su primera visita a Ecuador y presenta su sencillo «Primer amor» en el programa A todo dar. En 2003 Anahí se presenta junto al elenco de la novela Clase 406, otorgado en Querétaro donde interpreta su sencillo «Desesperadamente sola». En 2003 presenta en la Expo Feria de Reynosa, México, incluyendo en su setlist sus canciones «Tranquilo nene», «Como cada día» y «Desesperadamente sola».
El 24 de octubre de 2009, interpreta el tema «Desesperadamente sola» en el concierto EXA, otorgado en Plaza de Torós en la Ciudad de México, como parte de su "Anahí Promo Tour". En 2009, Anahí incluye los temas «Desesperadamente sola», «Como cada día» y «Superenamorándome» en el setlist de su gira mundial titulada "Mi delirio World Tour", que tuvo comienzo el 3 de noviembre de 2009 en Sao Paulo, Brasil.

### Sencillos
- «Primer amor» es el primer sencillo del álbum, lanzado en mayo de 2000.[28] El videoclip de la canción fue producido por Pedro Damián.[29] El tema fue utilizado como banda sonora de la telenovela en la cual la cantante fue protagonista, titulada Primer amor. El 8 de mayo de 2001 se lanza la versión remix del sencillo, incluida en la banda sonora Primer amor a 1000 x hora. Fue incluida además en el álbum Una Década de Éxitos: Pop, que incluye los éxitos pop de 1990-2000, fue publicado el 7 de junio de 2005.[30]
- «Superenamorándome» es el segundo sencillo del álbum, lanzado en septiembre de 2000. El video de la canción fue dirigido por Fernando de Garay y filmado en la ciudad de Nueva York, Estados Unidos.[31]
- «Desesperadamente sola» fue el tercer y último sencillo del álbum, lanzado en enero de 2001.[32] Fue el único sencillo que no contó con video musical.

Sencillos promocionales
- «Tu amor cayó del cielo» fue lanzado en enero de 2001.[33] El video fue filmado exclusivamente para Disney channel.[34]

## Relanzamiento
El álbum Baby Blue fue reeditado y publicado más tarde en México y otros países de Latinoamérica como Brasil. El primer relanzamiento del disco se realizó el 26 de agosto de 2000, cuando el álbum fue reeditado en México bajo el mismo título por Melody Internacional, afiliada a Universal Music, y lanzado en los Estados Unidos. La segunda reedición del álbum fue lanzado el 8 de julio de 2006 en Brasil, por Fonovisa, en asociación con Universal Music Brasil, bajo el título Una rebelde en solitario.
El 1 de mayo de 2025 se volvió a relanzar el disco "Baby Blue" ya que fue retirado de las plataformas digitales, la misma Anahí dio la sorpresa a través de su cuenta de Instagram, el cual gracias a su lanzamiento está de #1 en muchos países de Europa y todo Latinoamérica.

## Lista de canciones
- Edición estándar

| Baby Blue |                          |                       |          |  |
| N.º       | Título                   | Escritor(es)          | Duración |  |
| 1.        | «Es el amor»             | Estéfano              | 4:28     |  |
| 2.        | «Como cada día»          | Estéfano              | 4:03     |  |
| 3.        | «Tránquilo nene»         | Eduardo Paz, Jerónimo | 3:59     |  |
| 4.        | «Superenamorándome»      | Estéfano              | 3:53     |  |
| 5.        | «Primer amor»            | Estéfano              | 5:06     |  |
| 6.        | «Aquí sigues estando tú» | Estéfano              | 4:03     |  |
| 7.        | «Tu amor cayó del cielo» | Estéfano              | 4:06     |  |
| 8.        | «Volverás a mí»          | Estéfano              | 4:32     |  |
| 9.        | «Desesperadamente sola»  | Estéfano              | 4:50     |  |
| 10.       | «Sobredosis de amor»     | Estéfano, Eduardo Paz | 3:43     |  |
| 43:01     |                          |                       |          |  |

| Baby Blue - Bonus track |                             |              |          |  |
| N.º                     | Título                      | Escritor(es) | Duración |  |
| 1.                      | «Primer amor» (Video)       | Estéfano     | 4:27     |  |
| 2.                      | «Superenamorándome» (Video) | Estéfano     | 3:56     |  |

## Certificación
| País   | Organismo certificador | Certificación | Ventas certificadas | Ref.  |
| ------ | ---------------------- | ------------- | ------------------- | ----- |
| México | AMPROFON               | Oro           | 75 000              | [ 4 ] |

## Créditos y personal

### Grabación
Las canciones presentes en el álbum fueron grabados y editados en Midnight Blue Studios y masterizado en Mastering The Kitchen.

### Personal
Créditos por Baby Blue:
- Productor - Javier Carrión, Joel Numa, Estefano
- Compositores - Eduardo Paz, Estefano, Jerónimo
- Mixing - Joel Numa
- Fotografía - Adolfo Pérez Butrón
- Asistente de grabación - Javier Carrión
- Diseño gráfico - Impressions Design Inc

## Historial de lanzamiento
| Región         | Fecha                | Formato               | Discográfica |
| -------------- | -------------------- | --------------------- | ------------ |
| Estados Unidos | 26 de agosto de 2000 | CD - Descarga digital | Fonovisa     |
| Estados Unidos | 26 de agosto de 2000 | Casete                | Fonovisa     |
| México         | 17 de julio de 2000  | CD                    | Fonovisa     |
| México         | 17 de julio de 2000  | Casete                | Fonovisa     |